# Гамма-телескоп
Гамма-телескоп (англ. Gamma-ray telescope) — телескоп, предназначенный для наблюдения удалённых объектов в спектре гамма-излучения. Гамма-телескопы используются для поиска и исследования дискретных источников гамма-излучения, измерения энергетических спектров галактического и внегалактического диффузного гамма-излучения, исследования гамма-всплесков и природы тёмной материи. Различают космические гамма-телескопы, детектирующие гамма-кванты непосредственно, и наземные черенковские телескопы, устанавливающие параметры гамма-квантов (такие как энергия и направление прихода) путём наблюдения за возмущениями, которые вызывают гамма-кванты в атмосфере.

## Космические гамма-телескопы

Карта плоскости Галактики в гамма-лучах по данным обсерватории Cos-B

В классическом для гамма-астрономии высоких энергий энергетическом диапазоне (от нескольких десятков мегаэлектронвольт до сотен гигаэлектронвольт) атмосфера непрозрачна, поэтому наблюдения возможны только из космоса.
В гамма-астрономии высоких энергий наблюдение ведётся за каждым квантом, для которого индивидуально устанавливается энергия и направление прихода. Поток регистрируемых гамма-телескопом частиц довольно мал, так что время между приходами квантов превышает время задержки прибора, в течение которого регистрация новых частиц невозможна. Поэтому гамма-телескопы должны иметь как можно бо́льшую апертуру, чтобы обнаруживать все падающие на них кванты. Приходящие гамма-кванты провоцируют возникновение электронно-позитронных пар. Траектории этих пар контролируются от места конверсии гамма-кванта до попадания в калориметр, что позволяет определить направление прихода гамма-кванта.

### История
Измерения космического высокоэнергетического гамма-излучения проводились с 1975 по 1982 год на спутнике Cos-B и с 1991 по 2000 год на гамма-телескопе EGRET (100 МэВ — 30 ГэВ) американской космической обсерватории Комптон (CGRO). Эти телескопы, а также телескоп «Гамма-1», установленный на советско-французском спутнике «Гамма», регистрировали направление прихода кванта, прослеживая его движение с помощью искровых камер.
В настоящее время измерения осуществляются с помощью большого гамма-телескопа LАТ (20 МэВ — 300 ГэВ), установленного на американской космической обсерватории Ферми (GLAST, запущена в июне 2008 года), и небольшого гамма-телескопа GRID (30 МэВ — 50 ГэВ), работающего на итальянской космической обсерватории AGILE (запущена в апреле 2007 г.). Направление прихода кванта в этих телескопах определялись при помощи позиционно-чувствительных кремниевых пластин.
Благодаря работе этих спутников были открыты диффузный фон, точечные и протяжённые источники высокоэнергетического гамма-излучения.

### Перспективы

#### CYGAM
Для многих научных задач важнее сам факт регистрации гамма-кванта, энергию которого можно знать и менее точно (с погрешностью приблизительно до 20 %). Это относится практически ко всем точечным гамма-источникам, когда наблюдаются большие колебания потока, поэтому построение непрерывной по времени кривой блеска было бы гораздо более информативным, чем более строгие, но эпизодические измерения спектра. Более того, при большой апертуре появляется возможность следить одновременно за многими источниками на небе, что увеличивает его эффективную чувствительность. Непрерывные наблюдения больших участков неба особенно критичны для коротких событий типа космических гамма-всплесков, направление на которые заранее неизвестно.
В 1993 г. была предложена новая конструкция телескопа для регистрации космического гамма-излучения высоких энергий, получившая название ЦИГАМ (CYGAM — англ. Cylindrical Gamma Monitor, Цилиндрический гамма-монитор). В ней отсутствовал калориметр, что сразу позволило почти на порядок увеличить апертуру телескопа. Поле зрения прибора составило бы шесть стерадиан, то есть одновременно была бы видна примерно половина небесной сферы. Стенки цилиндра, представляющего в сечении восьмиугольник, должны состоять из конвертера, в котором жёсткий гамма-квант переходит в пару электрон-позитрон, и позиционно-чувствительного слоя, регистрирующего пролёт заряженных частиц. После конверсии родившиеся частицы летят под углом друг к другу, который уменьшается с ростом энергии исходного гамма-кванта — по величине угла разлёта она и определяется. Такой метод имеет ограничение по энергии, доступной для измерений: при энергии кванта, превышающей примерно 40 ГэВ, угол станет слишком малым и позиционно-чувствительный счётчик на противоположной стороне цилиндра не сможет разрешить координаты частиц пары. Предел можно поднять, если повысить точность определения координат прилетающих частиц или увеличить угол между траекториями частиц во время полёта между стенками цилиндра (например, за счёт создания внутри магнитного поля). Проект ЦИГАМ остаётся нереализованным.

#### Гамма-400
Обработка результатов измерений гамма-телескопа LAT из района центра Галактики указывает на особенность в спектре гамма-излучения в области энергий 130 ГэВ. Теоретические исследования этой особенности предполагают существование узких гамма-линий от аннигиляции или распада вимпов, которые можно надёжно выделить только с помощью будущих экспериментов с существенно лучшим угловым и энергетическим разрешениями.
В настоящее время в России реализуется программа создания отвечающего этим задачам гамма-телескопа ГАММА-400 и проведения внеатмосферных наблюдений в гамма-астрономии с одновременным измерением потоков электрон-позитронной компоненты космических лучей. ГАММА-400 будет обладать уникальными возможностями как по выделению гамма-линий в энергетических спектрах от частиц тёмной материи, так и по определению направления на источник этого излучения. Запуск космической обсерватории, в которой ГАММА-400 будет установлен на служебной платформе «Навигатор», разрабатываемой в НПО имени С. А. Лавочкина, планируется в 2023 году. Время работы космической обсерватории должно составить не менее 7 лет.

## Черенковские телескопы

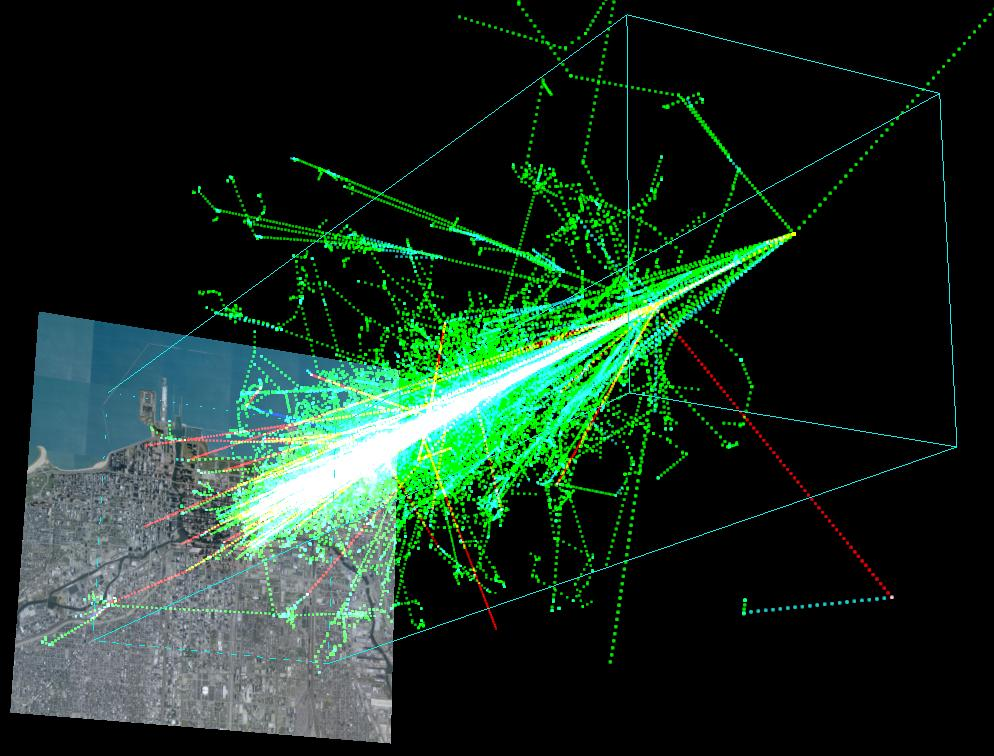
Компьютерная модель ливня, возникшего от первичного протона энергии 1 ТэВ, ударившего в атмосферу на высоте 20 км. Внизу изображено побережье в масштабе

В связи с непрозрачностью атмосферы для частиц высоких энергий их непосредственное наблюдение с поверхности Земли невозможно. Вместе с этим, попадая в атмосферу, каждая из таких частиц в результате множественных каскадных реакций рождает широкий атмосферный ливень, достигающий поверхности Земли в виде потока электронов, протонов, фотонов, мюонов, мезонов и других частиц. Излучение Вавилова — Черенкова от вторичных электронов позволяет получить полную информацию об энергии и направлении прихода первичных гамма-квантов. Именно это излучение наблюдается наземными гамма-телескопами (поэтому такие телескопы ещё называют черенковскими или IACT (Imaging Atmospheric Cherenkov Telescope).
Поскольку максимум излучения, приходящего от вторичных электронов, испускается в конус с углом при вершине порядка 1° и отмечен на высоте 10 км над уровнем моря, черенковское излучение «освещает» на земле радиус около 100 м. Простое устройство (детектор), состоящее из оптического отражателя площадью порядка 10 м2 и фотоприёмника в фокальной плоскости, может регистрировать фотоны с участка неба площадью, превосходящей 104 м2. Черенковское излучение вторичных ливней очень слабое, каждая вспышка длится всего несколько наносекунд. Поэтому черенковские телескопы должны иметь зеркала площадью более 10 м2 для проецирования излучения на очень быстродействующую многопиксельную (порядка 103 пикселей) камеру с пикселем размером 0,1—0,2° и полем зрения несколько градусов. Хотя черенковское излучение приходится на оптический диапазон (голубой свет), стандартная ПЗС-камера не подходит для регистрации черенковского излучения из-за недостаточной скорости фиксации события. К счастью, для получения информации о развитии ливня, энергии и направлении прихода первичной частицы достаточно камеры, состоящей из обычных фотоумножителей с пикселем размером 0,1—0,2°.

### История

#### Первое поколение

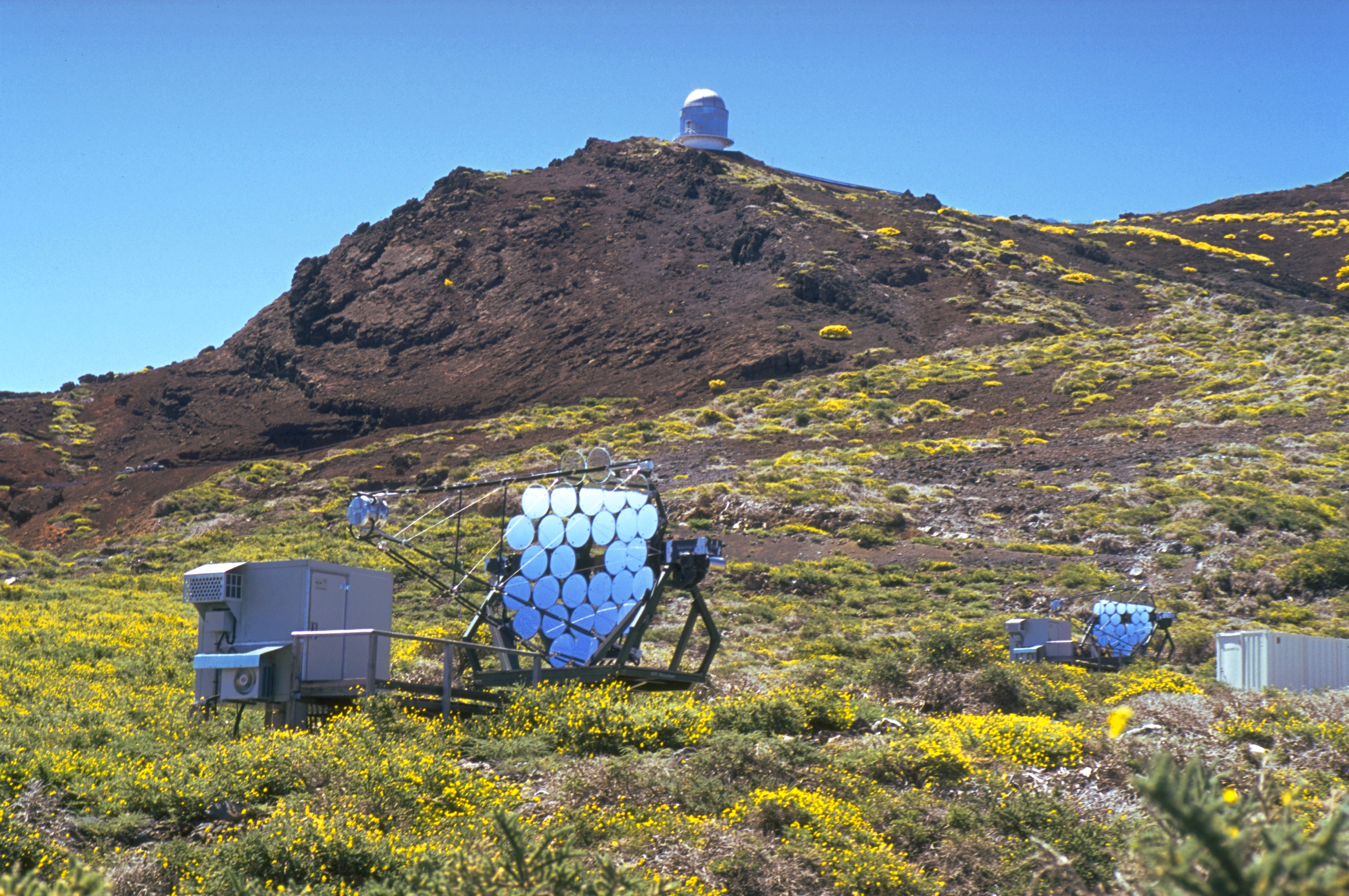
HEGRA (на переднем плане)

Первые эксперименты, показавшие возможность наблюдения черенковского излучения широких атмосферных ливней от частиц высоких энергий были проведены в 1950-х годах В. Гэлбрайтом и Дж. В. Джелли в Великобритании и А. Е. Чудаковым и Н. М. Нестеровой в СССР. Успех этих экспериментов в 1960-х годах привёл к попыткам использовать черенковское излучение для детектирования фотонов сверхвысоких энергий. Использованные в них установки (в СССР — на площадке Крымской станции ФИАН, в Великобритании — в Организации по исследованию атомной энергии в Харвелле, в США — в обсерватории имени Уиппла) можно считать первыми черенковскими телескопами. Первые положительные результаты работы этих установок были получены в конце 1960-х — начале 1970-х годов. Так, например, по результатам наблюдений в 1966—1967 году на телескопе Дублинской группы был зарегистрирован сигнал от Крабовидной туманности. Однако достоверность зарегистрированных сигналов не превышала 3σ, а значит о надёжности полученных результатов говорить было нельзя.
Все телескопы первого поколения фиксировали только факт черенковской вспышки и работали по принципу прохождения источника через поле зрения телескопа вследствие вращения Земли. Методы анализа полученных сигналов до 1983 года (когда была опубликована наиболее полная и корректная версия метода анализа сигналов) были настолько несовершенны, что даже уровень значимости полезного сигнала в районе 3σ не мог однозначно подтверждить регистрацию гамма-источника, так как в ряде случаев уровень сигнала был значительно слабее фона (вплоть до −2,7σ). Таким образом, при помощи черенковских телескопов первого поколения нельзя было надёжно зарегистрировать источники космического гамма-излучения. Тем не менее, они позволили установить верхний предел на величину потока гамма-излучения, а также сформировать список потенциальных гамма-источников, за которыми в первую очередь следует наблюдать при помощи более совершённых телескопов.

#### Второе поколение
В 1970-х две группы советских и американских учёных (в Крымской астрофизической обсерватории под руководством А. А. Степаняна и в обсерватории имени Уиппла, возглавляемые Т. К. Уиксом), начали разработку проектов телескопов, не только собирающих полный сигнал, но и записывающих его изображение и таким образом позволяющих отслеживать положение источника излучения. В 1978 году 10-метровый телескоп обсерватории имени Уиппла получил 19-пиксельную камеру (которая в 1983 году была заменена на 37-пиксельную), собранную из отдельных фотоумножителей, став таким образом первым телескопом второго поколения.

По числу фотонов на изображении, получаемом телескопами второго поколения, можно было оценить энергию первичной гамма-частицы, а ориентация изображения позволяла восстановить направление его прихода. Изучение формы полученного изображения позволяло отсеять большинство событий, в которых первичная частица не являлась высокоэнергичным гамма-квантом. Таким образом был снижен уровень фонового шума от космических лучей, на порядки превосходящий поток первичных гамма-лучей. Эффективность этой методики была убедительно продемонстрирована в 1989 году, когда 10-метровый гамма-телескоп обсерватории имени Уиппла зарегистрировал достоверный (на уровне 9σ) сигнал от Крабовидной туманности. 

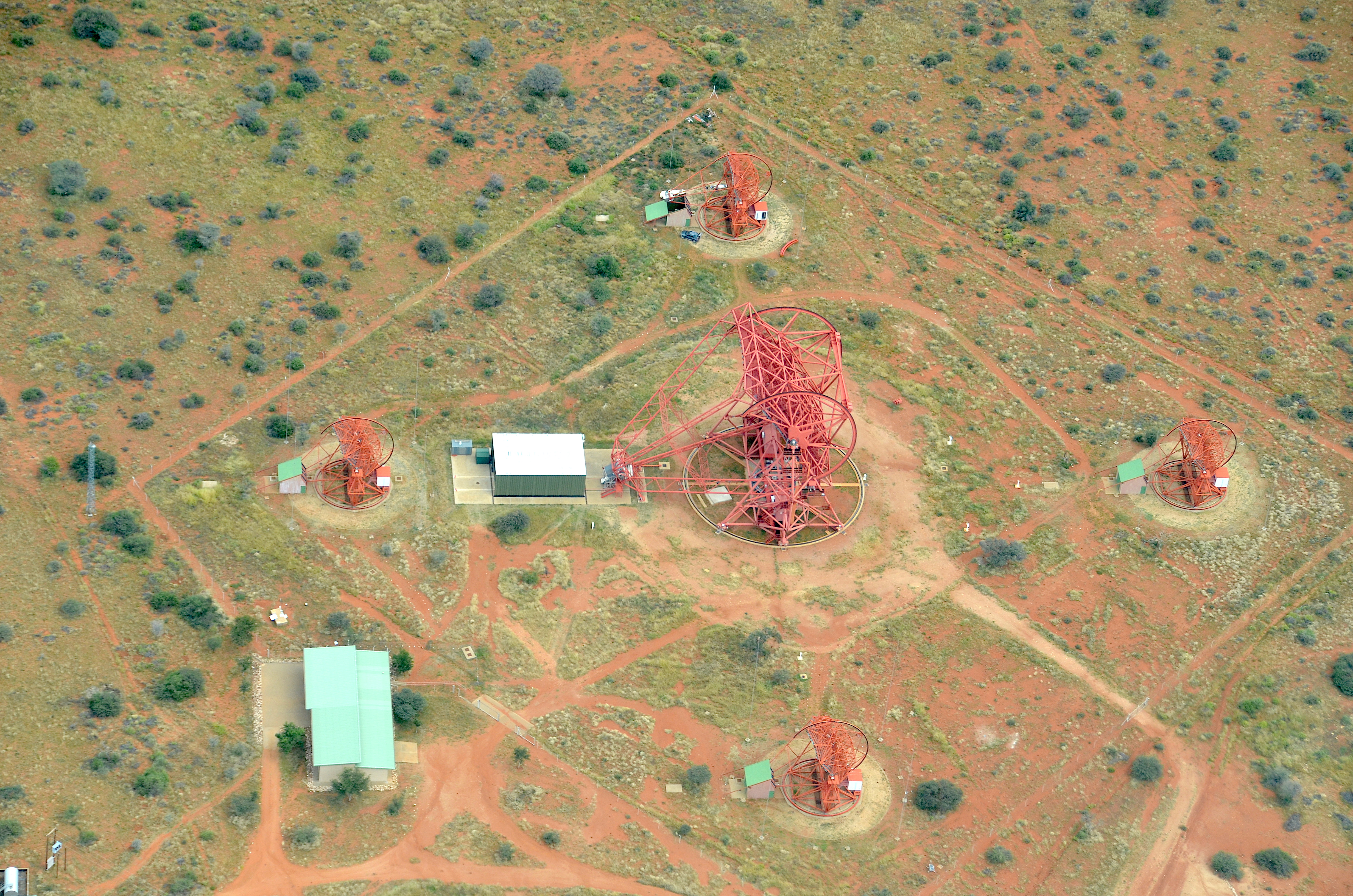
Вид с воздуха на комплекс H.E.S.S.

#### Стереоскопический метод
Следующим шагом в развитии наземной гамма-астрономии, позволившим увеличить эффективность гамма-телескопов, стал стереоскопический метод, предложенный и развитый в 1980-х гг. группой учёных Ереванского физического института. Идея метода состоит в одновременной регистрации события в нескольких проекциях. Это позволяет определить направление прихода первичного гамма-кванта с точностью, превышающей 0,1°, и установить его энергию с погрешностью ниже 15 %. Первоначально предполагалось установить вблизи Бюраканской обсерватории систему из пяти телескопов диаметром 3 метра. Прототип телескопа изготовили и протестировали, но различные экономические и политические причины не позволили завершить этот проект в Армении. Тем не менее его взяли за основу системы телескопов HEGRA (англ. High Energy Gamma-Ray Astronomy — гамма-астрономия высоких энергий), построенных на Канарских островах. Каждый из телескопов этой системы был оснащён камерой на основе 271 фотоумножителя. С помощью обсерватории HEGRA, в частности, впервые был с высоким уровнем достоверности измерен спектр гамма-излучения Крабовидной туманности в диапазоне 0,5—80 ТэВ.
В течение последующих 15 лет достигнуты успехи при детектировании гамма-лучей в диапазоне ТэВ телескопами САТ (англ. Cherenkov Atmosphere Telescope — черенковский атмосферный телескоп), CANGAROO (англ. Collaboration of Australia and Nippon for a GammaRay Observatory in the Outback — японско-австралийское сотрудничество для изучения космического гамма-излучения), HEGRA и гамма-телескопом обсерватории имени Уиппла. Один из наиболее выдающихся результатов, достигнутых в это время, — обнаружение излучения с энергией порядка ТэВ от блазаров — мощных источников гамма-лучей вокруг сверхмассивных чёрных дыр в ядрах некоторых галактик. Однако за время работы черенковских телескопов этого поколения удалось открыть менее 10 источников, причём некоторые были зарегистрированы на пределе чувствительности. В стереоскопических системах, как правило, использовались небольшие по сравнению с одиночными телескопами зеркала, что не позволяло в полной мере реализовать их потенциал. Стала очевидной необходимость создания детекторов с более высокой чувствительностью. 

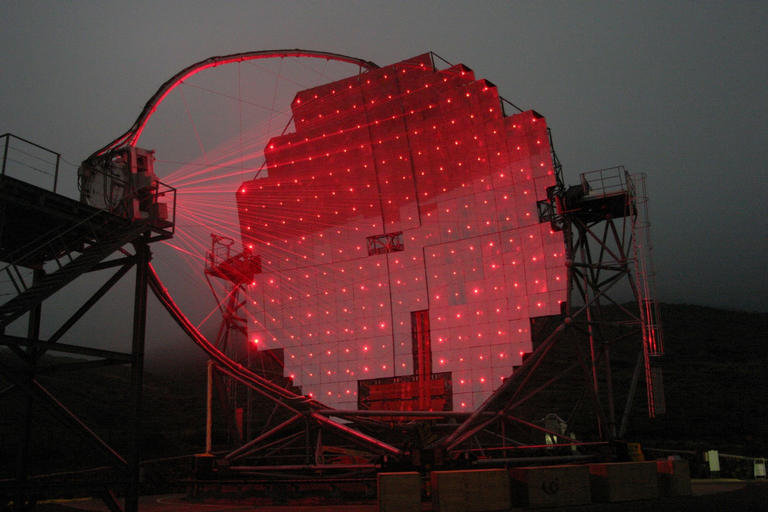
Один из телескопов MAGIC ночью, включена система лазеров, используемая для автоматической подстройки фокуса путём выравнивания множества небольших зеркал

#### Третье поколение
Несмотря на то, что достоинства стереоскопического подхода уже были продемонстрированы системой относительно маленьких телескопов HEGRA, только с реализацией крупного международного проекта H.E.S.S. появилась новая область наблюдательной астрофизики — астрономия сверхвысоких энергий. Система H.E.S.S. из четырёх 13-метровых черенковских атмосферных телескопов, оборудованных камерами с полем зрения 5°, была установлена в Намибии и вступила в строй в 2004 году. Телескопы системы H.E.S.S. предназначены для детектирования высокоэнергичных фотонов в диапазоне от 100 ГэВ до 100 ТэВ с угловым разрешением несколько угловых минут и пределом чувствительности на уровне 1013 эрг⋅см−2⋅с−1.

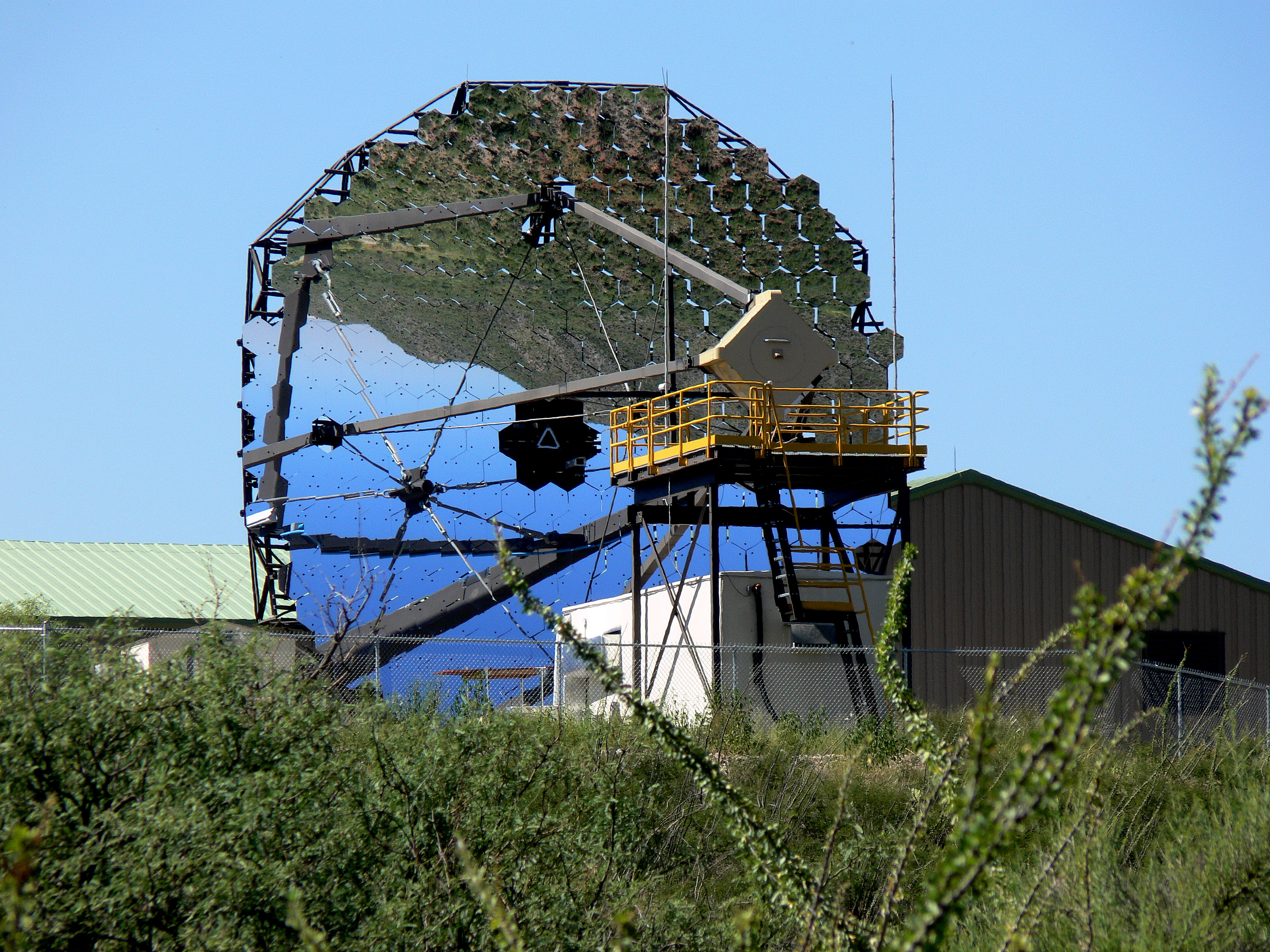
Зеркала на одном из телескопов VERITAS

Альтернативой стереоскопической системе стало создание в 2003 г. на острове Ла Пальма (Канарские острова) 17-метрового международного телескопа MAGIC (англ. Major Atmospheric Gamma Imaging Cherenkov — большой атмосферный черенковский гамма-телескоп). В поле зрения телескопа MAGIC попадают преимущественно источники, расположенные в северной небесной полусфере, а системы H.E.S.S. — в южной. В июле 2007 г. приступила к работе система VERITAS (англ. Very Energetic Radiation Imaging Telescope Array System — система телескопов для регистрации излучения высоких энергий), состоящая из четырёх 12-метровых телескопов.
При разработке телескопов третьего поколения  был заложен значительный потенциал для их дальнейшей модернизации. Так, например предполагалось, что H.E.S.S. будет состоять из 16 телескопов, а VERITAS — из семи. Этот потенциал уже реализуется: в 2009 году был введён в эксплуатацию телескоп MAGIC II, обладающий более совершенной камерой и позволивший начать на гамма обсерватории MAGIC стереоскопические наблюдения, а в 2012 году был модернизирован телескоп MAGIC I, что сделало телескопы обсерватории идентичными. В 2012 году в составе комплекса H.E.S.S. начал использоваться телескоп H.E.S.S. II, превосходящий в размерах остальные 4 телескопа комплекса.
По состоянию на 2017 год открыто более 175 источников тераэлектронвольтного излучения. Зарегистрированные источники можно разделить на несколько больших групп: остатки сверхновых, плерионы, компактные двойные системы, молекулярные облака, активные ядра галактик.

### Перспективы
В настоящее время производится строительство массива черенковских телескопов (англ. Cherenkov Telescope Array, CTA). Телескопы массива планируется расположить как в южном, так и в северном полушарии, причём если северный массив будет работать в низком энергетическом диапазоне (от 10 ГэВ до 1 ТэВ), то энергетический диапазон южного массива — от 10 ГэВ до порядка 100 ТэВ. В 2020 году планируется введение массива в эксплуатацию.

## Сравнительные характеристики космических и наземных гамма-телескопов
| Сравнительные характеристики космических и наземных гамма-телескопов | Сравнительные характеристики космических и наземных гамма-телескопов | Сравнительные характеристики космических и наземных гамма-телескопов | Сравнительные характеристики космических и наземных гамма-телескопов | Сравнительные характеристики космических и наземных гамма-телескопов | Сравнительные характеристики космических и наземных гамма-телескопов | Сравнительные характеристики космических и наземных гамма-телескопов | Сравнительные характеристики космических и наземных гамма-телескопов | Сравнительные характеристики космических и наземных гамма-телескопов | Сравнительные характеристики космических и наземных гамма-телескопов | Сравнительные характеристики космических и наземных гамма-телескопов |
| -------------------------------------------------------------------- | -------------------------------------------------------------------- | -------------------------------------------------------------------- | -------------------------------------------------------------------- | -------------------------------------------------------------------- | -------------------------------------------------------------------- | -------------------------------------------------------------------- | -------------------------------------------------------------------- | -------------------------------------------------------------------- | -------------------------------------------------------------------- | -------------------------------------------------------------------- |
|                                                                      | Космические гамма-телескопы                                          | Космические гамма-телескопы                                          | Космические гамма-телескопы                                          | Космические гамма-телескопы                                          | Космические гамма-телескопы                                          | Космические гамма-телескопы                                          | Наземные гамма-телескопы                                             | Наземные гамма-телескопы                                             | Наземные гамма-телескопы                                             | Наземные гамма-телескопы                                             |
| EGRET                                                                | AGILE                                                                | Fermi-LAT                                                            | CALET                                                                | AMS-02                                                               | Гамма-400                                                            | H.E.S.S. II                                                          | MAGIC                                                                | VERITAS                                                              | CTA                                                                  |                                                                      |
| Время работы                                                         | 1991—2000 гг.                                                        | с 2007 г.                                                            | с 2008 г.                                                            | с 2014 г.                                                            | с 2011 г.                                                            | с 2013 г.                                                            | с 2012 г.                                                            | с 2004 г.                                                            | с 2005 г.                                                            | с 2020 г.                                                            |
| Диапазон энергий, ГэВ                                                | 0.03—30                                                              | 0.03—50                                                              | 0.2—300                                                              | 10—10 000                                                            | 10-1 000                                                             | 0.1—3 000                                                            | >30                                                                  | >50                                                                  | 50—50 000                                                            | >20                                                                  |
| Угловое разрешение (Eγ > 100 ГэВ)                                    | 0.2º (Eγ ~0.5 ГэВ)                                                   | 0.1º (Eγ ~1 ГэВ)                                                     | 0.1º                                                                 | 0.1º                                                                 | 1º                                                                   | 0.01º                                                                | 0.07º                                                                | 0.07º (Eγ = 300 ГэВ)                                                 | 0.1º                                                                 | 0.1º (Eγ = 100 ГэВ) 0.03º (Eγ = 10 TэВ)                              |
| Энергетическое разрешение (Eγ > 100 ГэВ)                             | 15 % (Eγ ~0.5 ГэВ                                                    | 50 % (Eγ ~1 ГэВ)                                                     | 10 %                                                                 | 2 %                                                                  | 3 %                                                                  | 1 %                                                                  | 15 %                                                                 | 20 % (Eγ = 100 ГэВ) 15 % (Eγ = 10 TэВ)                               | 15 %                                                                 | 20 % (Eγ = 100 ГэВ) 15 % (Eγ = 10 TэВ)                               |